# ضیافت هفت ماهی
ضیافت هفت ماهی (انگلیسی: Feast of the Seven Fishes) یک فیلم در ژانر کمدی است که در سال ۲۰۱۸ منتشر شد. از بازیگران این فیلم می توان به مدیسون آیسمن و اسکایلر گیزوندو اشاره کرد.